# Cranistus burmeisteri
Cranistus burmeisteri är en insektsart som beskrevs av Morgan Hebard 1931. Cranistus burmeisteri ingår i släktet Cranistus och familjen syrsor. Inga underarter finns listade i Catalogue of Life.